# Вајтмарш Ајланд (Џорџија)
Вајтмарш Ајланд (енгл. Whitemarsh Island) насељено је место без административног статуса у америчкој савезној држави Џорџија.

## Демографија
По попису из 2010. године број становника је 6.792, што је 968 (16,6%) становника више него 2000. године.
| Група             | 2000.         | 2010.         |
| Белци             | 4.717 (81,0%) | 5.469 (80,5%) |
| Афроамериканци    | 538 (9,2%)    | 574 (8,5%)    |
| Азијати           | 335 (5,8%)    | 417 (6,1%)    |
| Хиспаноамериканци | 140 (2,4%)    | 205 (3,0%)    |
| Укупно            | 5.824         | 6.792         |